# Ahoj

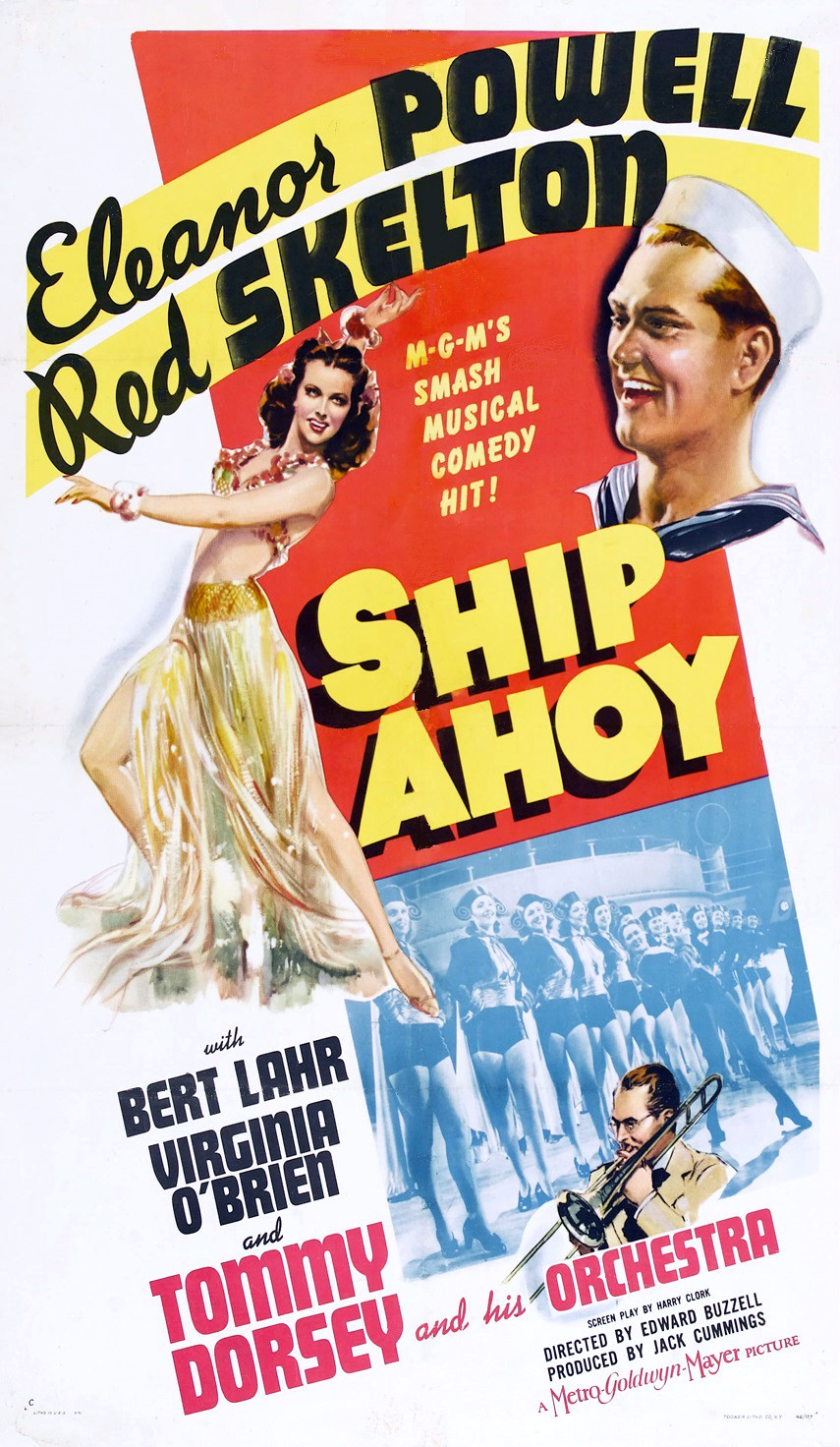
Plakát amerického filmu Ship Ahoy (1942)

Ahoj je neformální pozdrav používaný v Česku a na Slovensku při vítání a loučení. Původně šlo o námořnický pozdrav (anglicky ahoy), který je doložen od roku 1751. Do střední Evropy pronikl nejprve mezi vodáky
a později byl akceptován širokou populací. Obecně se používá mezi přáteli a lidmi známými, nebo v některých specifických kruzích, jako jsou zejména letci, vodáci, trampové a vyznavači geocachingu.

## Etymologie
V češtině se díky trempingu začíná užívat v první polovině 20. století. Je převzato přes dolnoněmecké ahoi z anglického námořnického pozdravu ahoy, psaného též a hoy, což se často překládá jako (nákladní) člun / šalupa, může to ale také znamenat hej či hola. V druhém případě pak a není neurčitým členem, ale jen jakousi přidanou počáteční samohláskou.
Jiný výklad možné etymologie tvrdí, že ahoj pochází z citoslovce „hoy“, které bylo zesíleno redukovanou hláskou a ([ə]) a rázem. Citoslovce „h-j“ v různých obměnách je totiž z lingvistického pohledu kognát a vyskytuje se v mnoha jazycích včetně češtiny s různými samohláskami (haj, hej, hoj). Jinými slovy anglické „ahoy“ je zesílená forma obyčejného „Hej!“, které slouží k upoutání pozornosti druhého člověka a k navázání komunikačního spojení.[zdroj?]
Nejstarší známé použití tohoto slova je z roku 1751 od Tobiase Smolletta, kde má právě tuto popsanou funkci: „While he was thus occupied, a voice, still more uncouth than the former, bawled aloud, ‘Ho! the house, a-hoy!’”[zdroj?]
Ostatní uváděné etymologie:
- Latinský pokřik námořníků jako pozdrav jiné lodi „Ad Honorem Orderes Jesu“ či „Ad HOnorem Jesu“ byl zkrácen na AHOJ. Anglické “Ahoy” je tedy fonetický přepis z původního A.H.O.J.
- Ahoj je citoslovce, kterým středoangličtí honáci popoháněli dobytek, zejména voly.

## Povinné užití
- Ve vodácké komunitě panuje obecně akceptovaný úzus, že ahoj je jediným adekvátním pozdravem na řece při zdravení lodě. Použít jakýkoliv jiný pozdrav se považuje za faux pas. Totéž platí i pro námořnickou komunitu všude po světě.
- U trampů je také zvykem se zdravit Ahoj, jiný pozdrav je chápán jako paďourství.

## Zajímavosti
- Vynálezce telefonu, Alexander Graham Bell, navrhoval, aby se slovo ahoj stalo běžným telefonním pozdravem. Předběhl ho však jeho konkurent Thomas Alva Edison se svým hallo.[3][6]
- Ačkoliv je do češtiny plně integrováno, nemá ahoj jako jediné české slovo přízvuk na první slabice, přestože to je jinak povinné a nevyhnutelné i pro slova převzatá.[3]
- Za II. světové války mohlo být slovo ahoj v Česku žertovně vnímáno jako zkratka věty Adolfa Hitlera oběsíme jistě.[7][chybí lepší zdroj]